# Wallenia
Wallenia là một chi thực vật thuộc họ Myrsinaceae.
Bao gồm các loài:
- Wallenia calyptrata, Urb.
- Wallenia clusioides, (Griseb.) Mez
- Wallenia corymbosa, Urb.
- Wallenia elliptica, Urb.
- Wallenia erythrocarpa, Urb.
- Wallenia fawcettii, Mez
- Wallenia grisebachii, Mez
- Wallenia purdieana, Mez
- Wallenia sylvestris, Urb.
- Wallenia xylosteoides, Mez